# 蒂鲁纳盖斯瓦拉姆
蒂鲁纳盖斯瓦拉姆（Thirunageswaram），是印度泰米尔纳德邦坦贾武尔县的一个城镇。总人口13814（2001年）。

## 人口
该地2001年总人口13814人，其中男性6812人，女性7002人；0—6岁人口1566人，其中男759人，女807人；识字率72.08%，其中男性为79.39%，女性为64.97%。